# (7395) 1985 RP1
A (7395) 1985 RP1 a Naprendszer kisbolygóövében található aszteroida. Zdeňka Vávrová fedezte fel 1985. szeptember 10-én.